# Costanza di Staufen
Costanza di Hohenstaufen, o di Svevia, anche Anna di Sicilia (1230 – Valencia, aprile 1307), è stata una principessa italiana del Regno di Sicilia, figlia di Federico II di Svevia e di Bianca Lancia, e imperatrice consorte dell'Impero di Nicea.

## Biografia
Nel 1244, a soli quattordici anni, andò in sposa al cinquantenne Giovanni III Ducas Vatatze (1221-1254) imperatore di Nicea, mutando il proprio nome in quello bizantino di Anna. Al matrimonio era contrario papa Innocenzo IV, tanto che fece parte delle ragioni per la scomunica dell'imperatore Federico II nel 1245.
Morto Giovanni il 3 novembre 1254, a succedergli fu dapprima il figlio, Teodoro II Lascaris, e quindi, nel 1261, Michele VIII Paleologo che tentò di impalmare l'imperatrice vedova, divorziando dalla legittima moglie. Si opposero però a tale decisione sia il Consiglio di Stato che il patriarca di Costantinopoli e Costanza da allora visse relegata a palazzo quasi come un ostaggio, finché nel 1262 fu rimandata in Italia presso il fratello Manfredi di Hohenstaufen, re di Sicilia.
In seguito alla caduta della casata sveva dopo la battaglia di Benevento del 1266, si rifugiò presso l'omonima nipote, figlia del fratello Manfredi e moglie di Pietro III d'Aragona. Stabilitasi a Valencia, nel monastero di Santa Barbara, vi morì anziana nell'aprile 1307.

## Controversie
Dagli alberi genealogici più antichi fino a pubblicazioni recenti, Costanza è riconosciuta come moglie di Corrado Malaspina (il Vecchio), capostipite della famiglia Malaspina del ramo dello Spino Secco, ma non vi sono documenti certi. Inoltre è attestata nel 1259 un'altra consorte di nome Agnesina.

## Ascendenza
|                          |   |                       | Genitori                |  |  | Nonni |  |  | Bisnonni            |  |  | Trisnonni          |  |
|                          |   |                       |                         |  |  |       |  |  | Federico Barbarossa |  |  | Federico di Svevia |  |
|                          |   |                       |                         |  |  |       |  |  | Federico Barbarossa |  |  | Federico di Svevia |  |
|                          |   | Giuditta di Baviera   |                         |  |  |       |  |  | Federico Barbarossa |  |  |                    |  |
| Enrico VI di Svevia      |   |                       |                         |  |  |       |  |  | Federico Barbarossa |  |  |                    |  |
|                          |   | Beatrice di Borgogna  | Rinaldo III di Borgogna |  |  |       |  |  |                     |  |  |                    |  |
|                          |   | Beatrice di Borgogna  | Rinaldo III di Borgogna |  |  |       |  |  |                     |  |  |                    |  |
|                          |   | Beatrice di Borgogna  | Agata di Lorena         |  |  |       |  |  |                     |  |  |                    |  |
| Federico II di Svevia    |   | Beatrice di Borgogna  |                         |  |  |       |  |  |                     |  |  |                    |  |
|                          |   | Ruggero II di Sicilia | Ruggero I di Sicilia    |  |  |       |  |  |                     |  |  |                    |  |
|                          |   | Ruggero II di Sicilia | Ruggero I di Sicilia    |  |  |       |  |  |                     |  |  |                    |  |
|                          |   | Ruggero II di Sicilia | Adelasia del Vasto      |  |  |       |  |  |                     |  |  |                    |  |
| Costanza d'Altavilla     |   | Ruggero II di Sicilia |                         |  |  |       |  |  |                     |  |  |                    |  |
|                          |   | Beatrice di Rethel    | Gunther di Rethel       |  |  |       |  |  |                     |  |  |                    |  |
|                          |   | Beatrice di Rethel    | Gunther di Rethel       |  |  |       |  |  |                     |  |  |                    |  |
|                          |   | Beatrice di Rethel    | Beatrice di Namur       |  |  |       |  |  |                     |  |  |                    |  |
| Costanza di Hohenstaufen |   | Beatrice di Rethel    |                         |  |  |       |  |  |                     |  |  |                    |  |
|                          | … | …                     |                         |  |  |       |  |  |                     |  |  |                    |  |
|                          | … | …                     |                         |  |  |       |  |  |                     |  |  |                    |  |
|                          | … | …                     |                         |  |  |       |  |  |                     |  |  |                    |  |
| Bonifacio I d'Agliano    | … |                       |                         |  |  |       |  |  |                     |  |  |                    |  |
|                          |   | …                     | …                       |  |  |       |  |  |                     |  |  |                    |  |
|                          |   | …                     | …                       |  |  |       |  |  |                     |  |  |                    |  |
|                          |   | …                     | …                       |  |  |       |  |  |                     |  |  |                    |  |
| Bianca Lancia            |   | …                     |                         |  |  |       |  |  |                     |  |  |                    |  |
|                          |   | Manfredo I Lancia     | Guglielmo del Vasto     |  |  |       |  |  |                     |  |  |                    |  |
|                          |   | Manfredo I Lancia     | Guglielmo del Vasto     |  |  |       |  |  |                     |  |  |                    |  |
|                          |   | Manfredo I Lancia     | …                       |  |  |       |  |  |                     |  |  |                    |  |
| Bianca Lancia            |   | Manfredo I Lancia     |                         |  |  |       |  |  |                     |  |  |                    |  |
|                          |   | …                     | …                       |  |  |       |  |  |                     |  |  |                    |  |
|                          |   | …                     | …                       |  |  |       |  |  |                     |  |  |                    |  |
|                          |   | …                     | …                       |  |  |       |  |  |                     |  |  |                    |  |
|                          |   | …                     |                         |  |  |       |  |  |                     |  |  |                    |  |